# アリアンロッド・サガ・リプレイ・ブレイク
『アリアンロッド・サガ・リプレイ・ブレイク』は、F.E.A.R.によるアリアンロッドRPGのリプレイ。『アリアンロッド・サガ』シリーズでは3番目の登場となったシリーズ。GM及び著者は鈴吹太郎。イラストは四季童子。
『サガ無印』と物語内時間がほぼ同時だが、その裏を描くシリーズとされている。そのため『アクロス』シリーズの5年後の話ともなる。『サガ無印』と同様に、プレイヤーキャラクターのレベルは12から開始されている。クロスオーバーとして主人公パーティは『サガ無印』3・4巻にも登場している。
ゲストプレイヤーとしては、声優の小暮英麻が参加。彼女は『ハートフル』シリーズに続いて2回目のアリアンロッドRPGの公式リプレイへの参加となる。

## あらすじ
アルディオン大陸でも一、二を争うほどの大国・グラスウェルズ王国。そこには国の為密偵として働く少女・ナーシアがいた。今回彼女に与えられた任務は、隣国との国境に位置する難攻不落の城・ファリストル城を落とすこと。
―これは、歴史の闇に生きる密偵の物語。

## 登場人物
『アリアンロッド・サガ・ファンブック Heartbreak Memory』収録の外伝短編リプレイ「時を超えちゃったベネット」及びボイスドラマ「追憶のフラグメント」に登場する人物も本項で扱う（ただしバルムンクのメンバーを除く）。

### ギルド「ファントムレイダーズ」
ギルドマスターはナーシア。『アクロス』シリーズと同様、システム上はギルドだが、物語上ではグラスウェルズ王国幻竜騎士団の特殊部隊という位置づけ。特殊部隊故に所属は明かせないため、一般市民はファントムレイダースは怪盗団だと思っている。ちなみに名の由来はメルトランドのおとぎ話に登場する架空の盗賊団「ファントムレイダーズ」から。名付けたのはゼパ。暫定的なものだったが、結局そのまま採用された。3巻において「部隊としてのファントムレイダーズ」は解散した形になっているが、「ギルドとしてのファントムレイダーズ」は引き続き「バルムンクを追うギルド」として、物語終了後も存続している。
ナーシア・アガルタ （プレイヤー/声：小暮英麻）
- 種族：ヒューリン
- クラス：エクスプローラー/ダンサー/バンガード

一族が没落し、弟ロッシュにその一族を継がせるために自らは闇の世界に身を落とし、密偵として働いている寡黙な少女。これまでは単独で任務を遂行していたが、ファリストル城の攻略にあたって初めてチームを組むことになる。
短剣を両手で操る戦闘スタイルで、ファントムレイダーズ随一の攻撃力を誇る。アンソンと組んでのコンボ攻撃で敵ボスを圧倒する。防御の硬い敵に対して真価を発揮する攻撃スキルも大量に所持している。
『サガ無印』シリーズのプレイヤーキャラクター、アルとは同門で、何度か一緒に任務をこなした（というか手伝わせた）ことがある。
母方はメルトランド3王家の一つ・ガース家の血統であり、メルトランド戦役の最中に「聖なるヒース」の声を聞いたことから次期女王の資格を持つ。オトガルやスリス、イザベラからは即位を要請されているが、3巻の時点ではロッシュの事件もあり態度を保留している。ヒースから授かった「知恵の竜輝石」はイヤリングとして着けていたが、3巻6話「白竜王国最後の日」にて「グラスウェルズの王威の竜輝石」に姿を変え、フィリップはこれを掲げてベルクシーレ市内で交戦中の全軍に停戦を命じた。その後はグラスウェルズ内戦の結果を受け、アンソンからの書状と「王威の竜輝石（ということになっている知恵の竜輝石）」を携え、使者として連合王国を訪れるなど伝令役を務め、『ブレイク』4巻においてはフィリップ軍の勝利に多大な貢献を果たした。最終決戦に先立ち、復興されたアガルタ家の当主を拝命（本人としてはロッシュが目覚めるまでの代行のつもり）。竜輝石に封じられていたロッシュの意識と邂逅し、家族であることを明かす。アザゼルにトドメを刺し、全てが終わった後、ゴーダ伯の墓前に任務完了の報告をしに向かい、仲間と共にゼパを見送った。そして自身はアガルタ家をロッシュに託し、「聖なるヒース」の新芽を求めて旅立った。
人類戦争ではマーリンに先手を打たれる形で拘束されていたが、ギルド“ゲッタウェイ”により救出。ヒースの巫女として植樹に携わり、その後「もうひとつの石」を持ってピアニィのもとへ援軍に向かった。この時、合衆国から合流してきたアキナと即席ギルド「ファントムファイヤー」を結成している。
決戦後はアガルタ公国に定住し、メルトランドの次期女王の座は正式に拒否しているが、それでもなおナーシアを女王にという声は大きい。
カテナ・アウレア （プレイヤー：久保田悠羅 /声： 大原さやか）
- 種族：エルダナーン
- クラス：ソーサラー/サモナー→ドラグーン→セージ

かつて傭兵団「黄金の狼」（『アクロス』シリーズ参照）を率いていた。「カテナ・アウレア」という名前は偽名で、本名はアナスタシア・ハーリング。元はレイウォール王国の貴族の娘だが、貴族の堅苦しさを嫌い出奔。その際に本名は捨てている。
旧「黄金の狼」の壊滅後、謎の組織バルムンクを追って、ゼパを通じてかつての仇敵グラスウェルズに潜入。当初は白竜騎士団に所属していたが、幻竜騎士団に転属となる。
ハーリング伯爵家ゆかりの魔導銃（キャリバー）を所持しているが、メインの攻撃手段は召喚魔術。シーン攻撃や他メンバーまで含めての武器の威力の強化など、パーティ全体の柱として立ち回る。
『サガ無印』4巻7話「ステラ奪回」で仇敵であるベイオネットを斃し念願を果たしたが、改めてバルムンク自体を壊滅させることを誓う。「特殊任務小隊・ファントムレイダーズ」解散後はブランドル女伯の強い押しで軍師代行補佐官に就く一方、ロッシュの事件の真相を探っていた。
もともとは久保田がGMを務める『アクロス』のNPCだったが、『ブレイク』開始に当たりGMの鈴吹太郎の要望でPCとなった経緯がある。「ステラ奪回」ではかつての部下だったエルザと再会を果たしている。アザゼル討伐後も、事務仕事が苦手なアンソンの頼みで、「当分の間」という条件付きで引き続き軍師補佐官を務めている。
ゼパ・フリンジコルト （プレイヤー：長田崇 / 声：石原凡）
- 種族：ネヴァーフ
- クラス：ナイト/テイマー

謎の都市から世界を救う使命を受けてやってきた老戦士。だが、その使命に関する記憶をすべて封印されているため、過去の記憶を含め何も覚えていないが、本人曰く「愛をもって行動すれば使命は達成される」。
いつからグラスウェルズにいたかは不明だが、本人の推測によるとアンソンよりもかなり以前からいた可能性があるらしい。また、『アクロス』4巻において、幻竜騎士団に所属する以前は傭兵をしていたらしいことがノルベルトから語られている。なお、年齢は100以上。（部隊としての）ファントムレイダーズ解散後は住み込みでゴーダ伯の護衛の任についていた。
自称「愛の戦士」で、愛について語り始めると止まらなくなる悪癖がある。禿頭に刺青をしているが、これは故郷の文字で「愛」を意味しているらしい。幻竜騎士団にいた頃、フリーバレットによって部隊を全滅させられた過去がある。
パーティの支援を受けた状態では恐らく『アリアンロッド』リプレイの歴代PC中で最強の防御力を誇り、数々の防御系スキルによって敵の攻撃を防ぎきる。時々口にする「ダメージは0じゃ」のセリフは彼の代名詞とされている。その圧倒的防御能力から、『サガ』シリーズのプレイヤーからは「ゼパ様」の愛称で親しまれている（『サガ無印』側は「おじいちゃん」が多い）。
そのためか『サガ無印』3巻6話におけるPVPでは、リプレイ展開の都合とは別に「相手パーティの全滅を勝利条件にすると、ゼパが絶対に倒せないから『サガ無印』側が勝てない」という理由で「ギルドマスターの戦闘不能」が決着条件になったという裏話がある。
その正体はセインの一人であり、エストネルの大聖堂で眠りについていたが、アザゼルを討伐するため記憶を封印してグラスウェルズへ潜入していた。「白竜王国最後の日」で封印していた記憶の一部が解かれ、「アザゼル討伐」という目的を思い出している。「純白竜」アインとも顔見知りで、彼女からは「私の身と引き換えてでもアザゼルを討て」と託されていた。決戦後は使命に従い、エル・ウォーデンに任務完了の報告をすべくエストネルへ戻っていった。なお、記憶に残っていた「謎の都市」とは、統一帝の証たる「王権の四宝」などを収めた宝物庫があり、セインたちが眠るエストネルのエル・シフ・ノールドであった。
その後、『サガ無印』7巻11話「共に幸せな未来を」にてNPCとして登場。「記憶とともに（セインとしての）力を取り戻した」「レベル60相当」（本人談）らしく、ベネットの目の前で着席した状態から一瞬で別の席に移動する、といった離れ業を披露した。”真の四宝の試み”ではセインとして魔族らを迎え撃った。エストネル崩壊時の去就は不明であったが、後にアヴァロンに帰還し、神喚者たちの戦闘訓練を行っている。
アンソン・マンソン （菊池たけし / 荻原秀樹）
- 種族：ヒューリン
- クラス：パラディン/ウォーリア→プリーチャー→メンター→アコライト

ファントムレイダーズでは唯一、純粋なグラスウェルズ出身者。そのために他の3人とゴーダ伯を監視するという密命をリシャールから受けていた。そのゴーダ伯からは、ファントムレイダーズとしての活動を通して、古くからの名家でありながら新来の国民たちの心情も知る、「守旧派」と「新興派」を止揚した未来の国家指導者となるべく育てられていた。
巨大なハンマーを得物としており、ナーシアとの連携攻撃でパーティの攻撃の基点となる。騎士の名家である実家では代々受け継がれた大量のハンマーを所有している。
防御力はゼパと並び、いざという時は盾としても行動する。戦闘ではコンボの始動役、「プロテクション」「テレポート」などによる戦闘支援が役目。プロテクション使用時はどういうわけかナーシアに対しての出目が毎度毎度低く、その都度ツッコまれている。
そのナーシアには複雑な感情を持っているようで、当初はファントムレイダーズのギルドマスターの座を奪われたことから、リシャールの命とも相まっていい感情を持っていなかった節もあるものの、ほどなくギルドマスターとして認めており、『サガ無印』4巻においては「君（ナーシア）には自由になってほしいが、ずっとファントムレイダーズのリーダーでいて欲しい」という心情を吐露していた。ただし、そのナーシアからはほぼ一貫して軽い扱いを受けている。
リシャールとゴーダ伯の失脚後、伯爵に叙され幻竜騎士団副団長に就任。さらに「白竜王国最後の日」ではゴーダ伯の推挙で王国軍師の座に就き、「統一帝と王威の竜輝石に依拠しないグラスウェルズ」を模索するようになる。
斬新な発想と寛容な視野を持つ人物ではあるのだが、発言に軽い面が見られるためかパーティ内ではいぢられ役で、上記のとおりナーシアや、カテナなどからはいま一つ頼りなさそうに扱われている。一方で、フィリップ王や旧知であるリシャール、弟分であるロッシュからは、過大と言っても過言でないほどの信頼を寄せられている。
決戦後も王国軍師として活動し、フィリップの良き補佐役として国を支えている。
プレイヤーである菊池の過去の傾向から、名前の由来はイギリス海軍のキング・ジョージ5世級戦艦アンソンと推測される。
ミネア
エクスマキナ。NPCだが実質的なギルドメンバーとしてここで記述する。
メルトランドとの国境を成すシーダー山脈の麓の町ルコーンで働く少女。明るい性格で、「ファリストル城から来た」と主張するために、「レディ・キャッスル」と呼ばれていた。
その正体はファリストル城のアバターで、ファリストル城はミネアを介して人心や社会に接していると言える。その目的に関係して、ミネアはファリストル城から10km以上離れることが出来ない。
1巻1話「国境の城砦」でファリストル城がグラスウェルズに亡命してからも引き続きルコーンで働きつつ、ファリストル城の管理もしている。
ファリストル城 / レディ・キャッスル
エクスマキナ。NPCだが実質的なギルドメンバーとしてここで記述する。
約200年前、メルトランド王国が対グラスウェルズの要衝としてシーダー山脈の山頂に建設した要塞。
その正体は当時の錬金術の粋を集めて作られた城砦型エクスマキナである。しかしその管制人格は自分を巡って多くの人々が死ぬ事を悲しんでいた。
「国境の城砦」で、メルトランド戦役に先立ちファリストル城陥落を命じられたファントムレイダーズと友情を結び、シーダー山脈を降りてグラスウェルズに亡命した。その後は地下牢だった部屋をファントムレイダーズのギルドハウスとして使わせている。
管制人格は城内の鏡の中の像として現れ、これを通じてナーシアらと接触する。外見は簡素なローブをまとった長い髪の女性。作中で「レディ・キャッスル」と言う場合、厳密にはこの管制人格を指す。

### グラスウェルズ王国
オスウィン・ゴーダ（プレイヤー：鈴吹太郎 / 声：山崎たくみ）
- 種族：ヒューリン
- クラス：パラディン/フォーキャスター

グラスウェルズ王国の軍師で、ファントムレイダーズの直属の上司でもある。位階は伯爵。『アルディオン大陸ガイド』では「祖先に魔族の血を引く者がいたと伝えられる魔術師と噂される」との記述があったが、実際には神官の出で（パラディンはアコライトの上位クラス）、エリンディル大陸からの渡来者である。
ロッシュの後見人もしており、そのためナーシアは決して逆らうことができない。グラスウェルズでは近年になって功績を挙げ宮廷の要職に就いた「新興派」の中心人物とされる。グラスウェルズの前国王シャルル（フィリップの父）や、ナーシアとロッシュの父・マクリル（プレイヤー：菊池たけし / 声：星野貴紀）とは友人であり、神託戦争ではシャルル王の軍師として幾度となくグラスウェルズ軍を勝利に導いた。
幼いフィリップ王を、これまでグラスウェルズが戴いたことのない統一帝に就かせる事を自身の使命としていた。
メルトランド戦役において前線に出て来ていたが、その最中にフィリップ王暗殺未遂事件が発生。ゴーダ伯自身はメルトランドの占領統治専念と対レイウォールに備えるべきとの立場からフェリタニア侵攻に反対していたが、フィリップの母で友人でもある王太后レアノールに押し切られる形で侵攻計画を進めていた。しかしピアニィとオトガルらメルトランド・レジスタンスの同盟締結の報を受けてピアニィを危険視。『サガ無印』3巻6話「ファントムレイダーズ」冒頭で、ナーシア達にピアニィの暗殺命令を下して本国に引き上げた。続く「白竜王国の光と影」では既に失脚しており、政敵だったリシャールの屋敷に蟄居していたところをピアニィらの訪問を受け、その説得によりロッシュの後見をマンソン家に託した。
メルトランド戦役後は軍師の地位から更迭され、その後はバルムンクの動きを追い、その中でグラスウェルズという国家自体がバルムンクの陰謀に組み込まれていた事実に気づくが、「白竜王国最後の日」にてバルムンクの手にかかり死亡。その直前、ファントムレイダーズに、アンソンを軍師に推挙する上奏を託すとともに、フィリップ王を救い、バルムンクをグラスウェルズから一掃する事を命じた。
若い頃にマクリル・リアノン（プレイヤー：小暮英麻 / 声：遠藤綾）のアガルタ夫妻、そしてとあるヴァーナの少女（ベネット）と一時的にギルドを組んでいたことがある。
ロッシュ・アガルタ
ヒューリンのアコライト/ウォーリア。本人は知らないがナーシアの弟で、彼女と同じ紫色の髪と瞳を持つ。没落した一族故に権力とは無縁であり、そのためフィリップ王とは打算なしに打ち解けあう親友の仲。王を護る騎士になる事を熱望しており、あることから知り合ったアンソンを兄と慕う。アンソン直伝の戦闘術を学んでおり、大人の背丈ほどもあるハンマーを扱う。
『サガ無印』4巻8話「白竜王国の光と影」にてベイオネットに憑依され、操られてしまう。ナーシア達によってベイオネットは排除されたものの、魂を「グラスウェルズの王威の竜輝石」に奪われ、意識不明のままオトガルに預けられてノルウィッチ城に移送され、介護を受けていた。
5巻8話「夜明けの月」で、「純白竜」アインやエグベルト王の導きを受けて意識を取り戻し、邂逅したナーシアが姉であると直感的に見抜き、和解。決戦後は彼女と共に、一度リド・エマルムに戻っている。アガルタ家再興後もフィリップの近習は続けているようで、『サガ無印』7巻11話「共に幸せな未来を」ではスリスやエルザ、ウィルフレッドと共に「四宝の試み」を前にしたピアニィたちを訪問している。
大崩壊後はリド・エマルムを中心とした都市国家・アガルタ公国を成立させ、その指導者として活動している。
フィリップ・グラスウェルズ
ヒューリン。グラスウェルズの現王。12歳という若さにもかかわらず、諸事情で王位を継ぐことになり、否応なしに権謀術策の世界に放り込まれる。そのため、打算なしに付き合えるロッシュは貴重な心を許せる親友となっている。
3巻5話「見えざる影」では王威の竜輝石に操られ、真実に気づいて王宮に参じたゴータ伯を刺してしまう。さらに竜輝石をクレセントに奪われたことで自身の存在意義に悩むが、アンソンという補佐役を得て、君主としての自己を確立しつつある。ちなみに、「白竜王国最後の日」の時点で13歳になっている。
ソルトベリー平原での戦いでは陣頭に立ち、王たるの風格を見せつけた。
リシャール・クリフォード
ヒューリンのバナレット。幻竜騎士団の前団長でグラスウェルズ最強の騎士と謳われる。「コランドベリー公爵」の爵位を持つグラスウェルズの王族で王位継承権も持つ。アンソンにとっては尊敬すべき先輩。
古くからの王族・貴族を代表する「守旧派」の中心人物で、「新興派」のゴーダ伯とは政敵の関係にあり、アンソンに、他の3人とその上にいるゴーダ伯の監視を命じていた。
騎士としては凄まじい実力とカリスマ性を持ち、「リシャール一人で三万の軍勢に匹敵する」と言われている（そして、あながち間違ってはいない）。データとしては、HP2000という旧版公式エネミー中第3位の値を持っている。大規模戦闘ルールにおいてもベルフトの特殊能力を無効化する能力を有しており、あらゆる意味でベルフトと正面切って渡り合えるほぼ唯一の人物。その戦闘力は『ブレイク』5巻、『サガ無印』2巻で披露され、とくに後者（3・4話「メルトランド戦役」）においてはアルを圧倒する剣技を見せつけて敗北感を味わわせ、ナヴァールやステラを上回る戦略・戦術を駆使してレイウォール軍を突破しメルトランド中央部に進出した。
かつてピアニィ王女（当時）と婚約を交わしており、彼女のことを真摯に想っている。もっとも、その想いはまずグラスウェルズありきの上に成り立つものであるが故に、ピアニィには拒否されている。それでもピアニィに対する愛は盲目的で、直感のみでまだ幼いピアニィに惚れたり、成長し殺意の高い様子を見せつけられてそれで惚れ直したりしている。
メルトランド戦役終結後、一旦幻竜騎士団長を辞職（騎士団自体には引き続き所属している）。政治的立場は違えどお互いの実力を認め合っていたリシャールとゴーダ伯の失脚がグラスウェルズの政治的混乱を加速させる原因となった。アンリのクーデター時には北部辺境の反乱鎮圧の任にあったが、エゼルバルドからの急報を受けベルクシーレへ帰還した。グラスウェルズの分裂後はフィリップ王を支持して戦い、戦争終結後、アンソンの願いを受ける形で幻竜騎士団団長に復帰した。
「夜明けの月」においてアザゼルの罠にかかり、アンソン達と戦ってしまったこともある。ファントムレイダーズの奮闘で呪縛からは逃れたものの、復帰は決戦後となった。
「新世界のサーヴァント～其は滅ぼす者～」においては、フィリップの命令で飛竜を駆ってピアニィ達の救援に駆けつけ、ベルフトと共にピアニィズを迎え撃っている。この際、ヒューバードから「新世界を生きるにふさわしい力を持つ者」と評されており、レイウォール四兄妹同様、何らかの特殊な力を持った超人である可能性が浮上している。
エゼルバルド・バイゴット
ドゥアン（セラトス）。幻竜騎士団と双璧を成すグラスウェルズ最強の騎士団、白竜騎士団の団長。通称は「エゼル」。
神託戦争で数多くの武勲を挙げ「三本角の人鬼」の異名を取る武人だが、外見に似合わぬ細やかな用兵術をとる。個人の能力に依存していた白竜騎士団を軍隊的な連携を重視した集団へと改革するなど指導者としての手腕も持つ。リシャールとは親友の関係。
カテナが一時、白竜騎士団に身を置いていた際には親しくしていたが、彼女が幻竜騎士団に転属になってあっさりと振られた。カテナへの恋心はその後も失っておらず、軍師代行に就任したブランドル伯がカテナを補佐官に就かせるべく根回しした際には熱心に支持していた。
「白竜王国最後の日」ではアンリのクーデターへの協力を拒否したため逮捕されるが、ファントムレイダーズに救出され、リシャールに急を伝えた。クーデター後はフィリップ王についている。
クレセント
ヒューリンのスカウト/バード。幻竜騎士団裏部隊の1人で変装の達人。特徴の無い容貌をした女性。ゼパとは幾度か仕事を共にした間柄のようで、親しく言葉を交わす場面も見られる。
「見えざる影」と「白竜王国の光と影」でバルムンクの内通者だったことが判明。「見えざる影」では、なぜそのような立場に身を置いているかが彼女自身から語られた。また同話で王威の竜輝石をフィリップから奪っている。
元々はムーンデール出身で、グラスウェルズ（＝裏から同国を操るバルムンク）に弾圧される故郷のために働いていた。
ダリウス・フォーミダブル
ヒューリン。白竜騎士団の王都守備隊隊長を務める。口髭がトレードマーク。『コンチェルト』の主人公であるセシルの兄。
「白竜王国最後の日」では、ファントムレイダーズのベルクシーレでのギルドハウス「バー・ファリストル」から出たナーシアたちにアンリのクーデターを告げ、幻竜騎士団副団長であるアンソンの加担を疑うが、カテナの証言もあり疑念を撤回。その後クーデター軍の鎮圧に向かうも逆に逮捕され、ファントムレイダーズに救出された。
シルヴェストル・カロー
エルダナーン。グラスウェルズ南方のウィンフィールド地方の領主。政治的権力と発言力は高く、リシャールの対抗馬と見られている。
元々は他国の貴族であったが、早い内にグラスウェルズに移り、徐々に権力を手に入れて行った政治家タイプの男。戦闘力がないわけではないらしく、「白竜王国最後の日」では手勢とともにエゼルバルドの援護に回っている。クーデター終結後は一度南方の領地に戻った後、フィリップ支持を表明している。
スカー
ヒューリンのウォーリア。幻竜騎士団の一員で、ゼパの友人。彼がファントムレイダーズに配属される以前に何度も共に戦っている。
かつては戦闘狂と評される程戦いに明け暮れており、その戦功を認められて騎士団に入団したという過去を持つ。両手剣を用いた白兵戦のエキスパートで、多勢を単身で圧倒するほどの高い実力を持つ。リシャールに心酔しており、彼の命令には忠実。ゴーダ伯失脚後は、リシャールの命令を受けてゼパと共に警護の任についていた。気が短く、チェスで負けそうになるとすぐ卓を引っ繰り返すらしい。
ゴーダ伯の失脚とリシャールの団長辞任以降はすっかりやる気をなくしており、騎士団を辞めようかとも考えていたが、ゼパの説得で思いとどまった。その後のクーデターでは、ゴーダ伯邸を襲った騎士団を一人で足止めし、かけつけたゼパと最期の会話をかわして事切れた。
イーグルアイ
ヴァーナ（アウリラ）のスカウト/ハイランダー。幻竜騎士団の裏部隊に所属している。
初登場は1巻のオープニングで、3巻ではアンリ側の兵として登場。『サガ』シリーズで初めてレジェンドデータを使用したキャラクターであり、「ギガントウェポン」による巨大な魔導剣の弓と槍のような矢を用いた高速射撃を得意とする。
「白竜王国最後の日」ではエピタフと共にクライマックスの敵として登場。ファントムレイダーズと激戦を繰り広げ、撃破された。ちなみに語尾は「ピョン」。
エピタフ
ヒューリンのウォーロード/ニンジャ。幻竜騎士団の裏部隊に所属している。
初登場は1巻のオープニングで、3巻ではアンリ側の兵として登場。武器として傷だらけの大斧を携えている。この傷は敵を倒すたびに自分で刻んだものであり、そこから「墓碑銘（エピタフ）」と名乗っている。本名は不明。戦う前に念仏を唱えるという習慣がある。
ゼパと交流があり、以前から一騎討ちを望んでいた。「白竜王国最後の日」ではイーグルアイと共にクライマックスの敵として登場。ファントムレイダーズを相手に激戦を展開し、粘ったものの撃破された。
アンリ・グラスウェルズ
ヒューリン（ハーフエルダナーン）のソーサラー/ダンサー。王位継承権第1位を有するグラスウェルズの王族。フィリップ王の叔父に当たる。「見えざる影」でリシャールの後任として幻竜騎士団の団長に就任した。享楽的な性格で人当たりは良いが、リシャールからは「軍人としては無能」と酷評され、ブランドル女伯とはしばしば対立していた。
しかし、裏ではブランドル女伯＝アザゼルと通じており、その扇動を受けて「白竜王国最後の日」で幻竜騎士団を率いてクーデターを敢行。王宮を制圧してフィリップに譲位を迫るが、ゴーダ伯の最後の命令を受けたファントムレイダーズに阻止された。その後はグラスウェルズ北部と白竜騎士団の三分の二を掌握し、さらにレイウォールの軍事支援を得て、王権を主張している。
決して愚昧ではなく、すべき行動を把握するなど頭は切れる人物。ただしリシャールの言にもあるように軍事的には無能で、『ブレイク』4巻においてもそこを突かれる形で戦場に引っ張り出されたあげく撃破され、敗走の憂き目にあう。
その後エグベルト要塞を用いて悪あがきを行おうとするも、ファントムレイダーズによって目論見は潰え、要塞の自爆に巻き込まれ生死不明となった（遺体は確認されていない）。
しかしその後、大崩壊直後に「神聖アンリ帝国」を立ち上げ、健在だったことが判明。「デスマーチ」ではラングエンドやレイウォールアライアンスの侵攻に合わせてフェリタニアへ進軍していたが、マルセルの陽動作戦に引っかかって撤退した。「グレートレベリオン」での大敗がトラウマになっているらしい。何度戦場で殺されても平然と帰還する、という謎の能力を所持している。
エルミール・ブランドル
ゴーダ伯の後任として現れた王国軍師代行。「バルムンク」の「『報復者（フラガラッハ）』のアザゼル」を参照。

### メルトランド王国（のちフェリタニア＝メルトランド連合王国）
オトガル・カルカーニ
ヒューリン。メルトランドの騎士でメルトランド滅亡後は残党をまとめてレジスタンス活動を行っていた。
ナーシアの母リアノンと懇意にしていたようで、幼い頃のナーシアとも会ったことがある。
ある計画のためベルクシーレに潜入中にナーシアと再会する。その際にナーシアより「聖なるヒースの最後」を聞いており、メルトランド次期女王にはナーシアが相応しいと思っている。
その計画がバルムンクの策謀であり、ファントムレイダーズによって打ち破られるもオトガル自身はそのファントムレイダーズの手によってメルトランドへ無事脱出する。
その後メルトランド人レジスタンスのリーダーとしてピアニィ達と会談、フェリタニア＝メルトランド連合王国成立に一役買った。メルトランド側の将軍として王国騎士団再建を行うかたわら、4巻8話「白竜王国の光と影」及び『ブレイク』の「見えざる影」においてナーシアから弟ロッシュを預かっている。
竜輝石戦争においては連合王国（メルトランド）－グラスウェルズ国境防衛軍の司令官を務め、東部国境に近いシャールズベリへの進軍途上で、ギィから南部国境でのゴルフォード軍の不穏な動きを知らされエンジェルファイヤーに事態の収拾を要請した。
『サガ無印』6巻で、ノルウィッチに侵攻しようとするベルフト軍を食い止めるべく、レスノールで一千の兵と共に待ちうけ、二万のベルフト軍に対し六千の被害を与える奮闘を見せ住人の避難の時間を稼いだものの、死亡した。

### ゴルフォード王国
マルドール
ヒューリンの研究者兼アルケミスト。デールのもとで金を生成すると爆発を起こす鉱物「焔硝石」の研究をしている。本人はその研究成果が軍事転用されるのを嫌っているが、姉や孤児たちのために金を稼ぐ必要があるため受け入れざるを得ない状況にあった。 錬金術にのめり込んでおり、研究について聞かれると途端に饒舌になる。
フォードの下に呼び出された所にファントムレイダーズの襲撃を受け、戦闘後に暴走した自爆ゴーレムの阻止作戦に協力することになる。これによって幻竜騎士団秘密部隊の存在を知ってしまったため、アンソンの計らいで世間的には死んだことになり、「ルドルフ」と名を変えてグラスウェルズに亡命し姉に倣って戦争孤児達を引き取って育てている。その後については『デスマーチ』の「グラスウェルズ王国」の項を参照。

## 書誌情報
- アリアンロッド・サガ・リプレイ・ブレイク1 ファントムレイダース ISBN 978-4-8291-4545-6
- アリアンロッド・サガ・リプレイ・ブレイク2 フレイムレギオン ISBN 978-4-8291-4557-9
- アリアンロッド・サガ・リプレイ・ブレイク3 キングダム・フォールズ ISBN 978-4-8291-4595-1
- アリアンロッド・サガ・リプレイ・ブレイク4 グレートレベリオン ISBN 978-4-8291-4614-9
- アリアンロッド・サガ・リプレイ・ブレイク5 ラストミッション ISBN 978-4-8291-4627-9